# Шандра пустырниковая
Шандра пустырниковая (лат. Marrubium leonuroides) — многолетнее растение, вид рода Шандра (Marrubium) семейства Яснотковые (Lamiaceae).

## Распространение и экология
Встречается в Малой Азии, Предкавказье и восточной части Крыма. Описан из Малой Азии.
Растёт по сухим склонам и сорным местам от нижнего до верхнего пояса гор.

## Ботаническое описание
Растение высотой 60—65 см.
Стебли грубые, изогнутые, ветвистые, коротко опушённые.
Нижние листья яйцевидные, крупно выемчато-городчатые, на длинных черешках; верхние — продолговатые, коротко черешковые. Верхушечные — превышают ложные мутовки.
Соцветие длинное, из многоцветковых ложных мутовок; прицветники короче чашечке, неколючие, жёсткие; чашечка с пятью шиловидными, голыми, отклонёнными, изогнутыми зубцами, заострёнными к верхушке, в два-три раза короче трубки; венчик розовый, трубка слегка выдаётся из чашечки, при основании голая, кверху заострённая.
Орешки эллиптические, бурые.

## Классификация
Вид Шандра пустырниковая входит в род Шандра (Marrubium) подсемейства Яснотковые (Nepetoideae) семейства Яснотковые (Lamiaceae) порядка Ясноткоцветные (Lamiales).
|  |                                      |  |                                                             |                                                             |                      |  | ещё 21 семейство (согласно Системе APG II) | ещё 21 семейство (согласно Системе APG II)  |                                             |  |  |  | ещё более 50 родов | ещё более 50 родов       |  |  |
|  |                                      |  |                                                             |                                                             |                      |  | ещё 21 семейство (согласно Системе APG II) | ещё 21 семейство (согласно Системе APG II)  |                                             |  |  |  | ещё более 50 родов | ещё более 50 родов       |  |  |
|  |                                      |  |                                                             | порядок Ясноткоцветные                                      |                      |  |                                            |                                             | подсемейство Яснотковые                     |  |  |  |                    | вид Шандра пустырниковая |  |  |
|  |                                      |  |                                                             | порядок Ясноткоцветные                                      |                      |  |                                            |                                             | подсемейство Яснотковые                     |  |  |  |                    | вид Шандра пустырниковая |  |  |
|  | отдел Цветковые, или Покрытосеменные |  |                                                             |                                                             | семейство Яснотковые |  |                                            |                                             | род Шандра                                  |  |  |  |                    |                          |  |  |
|  | отдел Цветковые, или Покрытосеменные |  |                                                             |                                                             |                      |  |                                            |                                             |                                             |  |  |  |                    |                          |  |  |
|  |                                      |  | ещё 44 порядка цветковых растений (согласно Системе APG II) | ещё 44 порядка цветковых растений (согласно Системе APG II) |                      |  |                                            | ещё 7 подсемейств (согласно Системе APG II) | ещё 7 подсемейств (согласно Системе APG II) |  |  |  | ещё около 40 видов |                          |  |  |
|  |                                      |  |                                                             | ещё 44 порядка цветковых растений (согласно Системе APG II) |                      |  |                                            |                                             | ещё 7 подсемейств (согласно Системе APG II) |  |  |  |                    |                          |  |  |